# Saison 2012-2013 du Football Club de Grenoble rugby
Pour la saison 2012-2013, le FC Grenoble dispute le Top 14 et le challenge européen.
Le club est champion de France Reichel pour la troisième fois de son histoire.

## Transferts

### Arrivées
- Aaron Bancroft, centre, Northland
- Rudi Coetzee, centre, USA Perpignan
- Florian Faure, troisième ligne, Biarritz olympique
- Florent Fourcade, troisième ligne, SC Albi
- Ben Hand, deuxième ligne, Brumbies
- Anthony Hegarty, talonneur, Brumbies
- Erwan Iapteff, pilier, CS Bourgoin-Jallieu
- Karim Kouider, pilier, Pays d'Aix RC
- Nicolas Laharrague, demi d'ouverture, USA Perpignan
- Mathieu Nicolas, ailier, Castres olympique
- Florian Ninard, ailier, Stade rochelais
- Shaun Sowerby, troisième ligne, Stade toulousain
- Joaquín Tuculet, arrière, Sale Sharks
- Henry Vanderglas, troisième ligne, Bristol

### Joker médical
- Ronnie Cooke, centre, CA Brive, pour Aaron Bancroft
- Lotu Taukeiaho, pilier, Waratahs, pour Ruaan du Preez

### Départs
- James Lakepa, pilier, USO Nevers
- Tone Kopelani, talonneur, Northland
- Daniel Browne, troisième ligne, London Welsh
- Alexis Driollet, troisième ligne, Pays d'Aix RC
- Franck Maréchal, troisième ligne, Rodez
- Jonathan Quinnez, demi d'ouverture, Section paloise
- Jone Daunivucu, ailier, US Romans
- Afeleke Pelenise, ailier, ????
- Johan Dalla Riva, arrière, Blagnac SC
- Hugo Dupont, arrière, US Romans

## Effectif 2012-2013
| Nom                   | Poste            | Naissance         | Nationalité sportive | Sélections (points marqués) | Dernier club          | Arrivée au club |
| --------------------- | ---------------- | ----------------- | -------------------- | --------------------------- | --------------------- | --------------- |
| Albertus Buckle       | Pilier           | 9 septembre 1983  | Afrique du Sud       | -                           | Biarritz olympique    | 2011            |
| Romain David          | Pilier           | 21 avril 1982     | France               | -                           | Formé au club         |                 |
| Dayna Edwards         | Pilier           | 14 mars 1985      | Australie            | -                           | Queensland Reds       | 2010            |
| Grégory Fabro         | Pilier           | 28 février 1986   | France               | -                           | Formé au club         |                 |
| Kevin Goze            | Pilier           | 4 novembre 1992   | France               | -                           | Formé au club         |                 |
| Erwan Iapteff         | Pilier           | 17 mars 1988      | France               | -                           | CS Bourgoin-Jallieu   | 2012            |
| Karim Kouider         | Pilier           | 15 septembre 1985 | France               | -                           | Pays d'Aix RC         | 2012            |
| Kenan Mutapčić        | Pilier           | 6 novembre 1979   | Bosnie-Herzégovine   |                             | US Bourg-en-Bresse    | 2009            |
| Ruaan du Preez        | Pilier           | 20 mars 1984      | Afrique du Sud       | -                           | CS Bourgoin-Jallieu   | 2011            |
| Lotu Taukeiaho        | Pilier           | 12 mai 1984       | Australie            | -                           | Waratahs              | 2012            |
| Laurent Bouchet       | Talonneur        | 23 août 1988      | France               | -                           | Formé au club         |                 |
| Vincent Campo         | Talonneur        | 20 mai 1985       | France               | -                           | FC Auch               | 2011            |
| Anthony Hegarty       | Talonneur        | 11 mai 1987       | Australie            | -                           | Brumbies              | 2012            |
| Naude Beukes          | Deuxième ligne   | 22 octobre 1980   | Afrique du Sud       | -                           | US Oyonnax            | 2011            |
| Andrew Farley (cap.)  | Deuxième ligne   | 21 août 1980      | Irlande              | -                           | Connacht Rugby        | 2009            |
| Ben Hand              | Deuxième ligne   | 24 avril 1982     | Australie            | -                           | Brumbies              | 2012            |
| Altenstadt Hulme      | Deuxième ligne   | 10 octobre 1981   | Afrique du Sud       | -                           | Union Bordeaux Bègles | 2010            |
| Cyril Veyret          | Deuxième ligne   | 30 janvier 1988   | France               | -                           | Formé au club         |                 |
| Fabien Alexandre      | Troisième ligne  | 14 mai 1985       | France               | -                           | Biarritz olympique    | 2011            |
| Roland Bernard        | Troisième ligne  | 14 novembre 1981  | Afrique du Sud       | -                           | Stade montois         | 2009            |
| Jonathan Best         | Troisième ligne  | 2 août 1983       | France               | -                           | Formé au club         |                 |
| Olivier Chaplain      | Troisième ligne  | 6 janvier 1982    | France               | -                           | AS Béziers            | 2009            |
| Florian Faure         | Troisième ligne  | 26 mars 1983      | France               | -                           | Biarritz olympique    | 2012            |
| Florent Fourcade      | Troisième ligne  | 5 février 1986    | France               | -                           | SC Albi               | 2012            |
| Flavien Nouhaillaguet | Troisième ligne  | 16 mars 1989      | France               | -                           | Formé au club         |                 |
| Shaun Sowerby         | Troisième ligne  | 1er juillet 1978  | Afrique du Sud       |                             | Stade toulousain      | 2012            |
| Henry Vanderglas      | Troisième ligne  | 9 mai 1986        | Australie            | -                           | Bristol               | 2012            |
| Valentin Courrent     | Demi de mêlée    | 16 août 1982      | France               | -                           | SU Agen               | 2012            |
| Clément Darbo         | Demi de mêlée    | 13 janvier 1986   | France               | -                           | Section paloise       | 2011            |
| James Hart            | Demi de mêlée    | 28 juillet 1991   | Irlande              | -                           | Clontarf              | 2011            |
| Jonathan Pélissié     | Demi de mêlée    | 6 juin 1988       | France               | -                           | CA Brive              | 2009            |
| Nicolas Laharrague    | Demi d'ouverture | 30 octobre 1981   | France               |                             | USA Perpignan         | 2012            |
| Blair Stewart         | Demi d'ouverture | 2 octobre 1983    | Nouvelle-Zélande     | -                           | SC Albi               | 2010            |
| Aaron Bancroft        | Centre           | 1er mai 1985      | Nouvelle-Zélande     | -                           | Northland             | 2012            |
| Aloisio Butonidualevu | Centre           | 21 octobre 1983   | Fidji                |                             | FC Auch               | 2011            |
| Rudi Coetzee          | Centre           | 16 avril 1981     | Afrique du Sud       | -                           | USA Perpignan         | 2012            |
| Ronnie Cooke          | Centre           | 5 avril 1984      | Afrique du Sud       | -                           | CA Brive              | 2012            |
| Nigel Hunt            | Centre           | 14 mai 1983       | Nouvelle-Zélande     | -                           | Bay of Plenty         | 2010            |
| Rida Jahouer          | Centre           | 7 juillet 1980    | France               | -                           | US Montauban          | 2010            |
| Lucas Dupont          | Ailier           | 19 mars 1990      | France               | -                           | Formé au club         |                 |
| Mathieu Nicolas       | Ailier           | 11 février 1987   | France               | -                           | Castres olympique     | 2012            |
| Florian Ninard        | Ailier           | 19 octobre 1981   | France               | -                           | Stade rochelais       | 2012            |
| Viliame Waqaseduadua  | Ailier           | 23 avril 1983     | Nouvelle-Zélande     | -                           | Auckland              | 2011            |
| Fabien Gengenbacher   | Arrière          | 13 janvier 1984   | France               | -                           | Lyon OU               | 2006            |
| Pierre-Yves Montagnat | Arrière          | 5 mars 1986       | France               | -                           | Lyon OU               | 2011            |
| Joaquín Tuculet       | Arrière          | 8 août 1989       | Argentine            |                             | Sale Sharks           | 2012            |

## Les matchs de la saison

### Championnat
| Rang | Club                  | J  | V  | N | D  | Em | Ee | Bo | Bd | Pm  | Pe  | Diff | Pts |
| ---- | --------------------- | -- | -- | - | -- | -- | -- | -- | -- | --- | --- | ---- | --- |
| 1    | ASM Clermont          | 26 | 19 | 1 | 6  | 81 | 32 | 8  | 5  | 779 | 418 | +361 | 91  |
| 2    | RC Toulon             | 26 | 18 | 1 | 7  | 69 | 33 | 11 | 5  | 779 | 456 | +323 | 90  |
| 3    | Stade toulousain (T)  | 26 | 17 | 0 | 9  | 67 | 37 | 7  | 4  | 702 | 501 | +201 | 79  |
| 4    | Castres olympique     | 26 | 15 | 2 | 9  | 49 | 33 | 4  | 6  | 599 | 489 | +110 | 74  |
| 5    | Montpellier HR        | 26 | 16 | 0 | 10 | 52 | 38 | 5  | 4  | 570 | 520 | +50  | 73  |
| 6    | Racing 92             | 26 | 16 | 0 | 10 | 32 | 28 | 2  | 7  | 512 | 431 | +81  | 73  |
| 7    | USA Perpignan         | 26 | 13 | 0 | 13 | 50 | 48 | 2  | 7  | 593 | 607 | -14  | 61  |
| 8    | Aviron bayonnais      | 26 | 12 | 1 | 13 | 32 | 54 | 1  | 6  | 467 | 609 | -142 | 57  |
| 9    | Biarritz olympique    | 26 | 12 | 1 | 13 | 36 | 40 | 2  | 5  | 505 | 540 | -35  | 57  |
| 10   | Stade français Paris  | 26 | 12 | 1 | 13 | 42 | 60 | 2  | 2  | 578 | 691 | -113 | 54  |
| 11   | FC Grenoble (P)       | 26 | 12 | 0 | 14 | 37 | 60 | 1  | 5  | 480 | 606 | -126 | 54  |
| 12   | Union Bordeaux Bègles | 26 | 8  | 1 | 17 | 51 | 44 | 4  | 9  | 561 | 584 | -23  | 47  |
| 13   | SU Agen               | 26 | 6  | 0 | 20 | 33 | 67 | 0  | 7  | 423 | 709 | -286 | 31  |
| 14   | Stade montois (P)     | 26 | 2  | 0 | 24 | 22 | 79 | 1  | 7  | 374 | 761 | -387 | 16  |

|  | Qualifiés pour les demi-finales (no 1, no 2) et qualifié pour la Coupe d'Europe 2013-2014.         |
|  | Qualifiés pour les barrages (no 3, no 4, no 5, no 6) et qualifié pour la Coupe d'Europe 2013-2014. |
|  | Qualifié pour la coupe d'Europe 2013-2014 (no 7).                                                  |
|  | Relégués en Pro D2 pour la saison 2013-2014 (no 13 et no 14).                                      |
|  | T : tenant du titre 2012 • P : promu 2012                                                          |

Attribution des points : victoire sur tapis vert : 5, victoire : 4, match nul : 2, défaite : 0, forfait : -2 ; plus les bonus (offensif : 3 essais de plus que l'adversaire ; défensif : défaite par 7 points d'écart ou moins).
Règles de classement : 1. points terrain (bonus compris) ; 2. points terrain obtenus dans les matchs entre équipes concernées ; 3. différence de points dans les matchs entre équipes concernées ; 4. différence entre essais marqués et concédés dans les matchs entre équipes concernées ; 5. différence de points ; 6. différence entre essais marqués et concédés ; 7. nombre de points marqués ; 8. nombre d'essais marqués ; 9. nombre de forfaits n'ayant pas entraîné de forfait général ; 10. place la saison précédente ; 11. nombre de personnes suspendues après un match de championnat.

### Challenge européen
| Rang | Équipe               | J | V | N | D | Em | Ee | Bo | Bd | Pm  | Pe  | Diff | Pts |
| ---- | -------------------- | - | - | - | - | -- | -- | -- | -- | --- | --- | ---- | --- |
| 1    | Stade français Paris | 6 | 5 | 0 | 1 | 25 | 7  | 4  | 1  | 210 | 105 | +105 | 25  |
| 2    | FC Grenoble          | 6 | 4 | 0 | 2 | 21 | 6  | 3  | 1  | 173 | 81  | +92  | 20  |
| 3    | London Welsh         | 6 | 3 | 0 | 3 | 18 | 18 | 2  | 0  | 171 | 170 | +1   | 14  |
| 4    | Cavalieri Prato      | 6 | 0 | 0 | 6 | 8  | 37 | 1  | 1  | 68  | 276 | -208 | 2   |

Pour avoir aligné un joueur non qualifié lors de la 3e journée, le FC Grenoble (vainqueur 20-9) est sanctionné par l'ERC qui donne le match gagnant sur tapis vert aux London Welsh sur le score de 28 à 0.

#### Calendrier des matchs
1re journée
| 12 octobre | Stade Lesdiguières | FC Grenoble | 59 – 3 | Cavalieri Prato |

2e journée
| 20 octobre | Stade Océane | Stade français | 28 – 25 | FC Grenoble |

3e journée
| 7 décembre | Stade Lesdiguières | FC Grenoble | 0 – 28 | London Welsh |

4e journée
| 15 décembre | Kassam Stadium | London Welsh | 13 – 27 | FC Grenoble |

5e journée
| 12 janvier | Stade Lesdiguières | FC Grenoble | 15 – 9 | Stade français |

6e journée
| 19 janvier | Stade Enrico-Chersoni | Cavalieri Prato | 0 – 47 | FC Grenoble |

## Statistiques Top 14

### Meilleurs réalisateurs
| Rang | Joueur             | Poste            | Points | Essais | Transf. | Pén. | Drops |
| ---- | ------------------ | ---------------- | ------ | ------ | ------- | ---- | ----- |
| 1    | Valentin Courrent  | Demi de mêlée    | 32     | 0      | 8       | 4    | 0     |
| 2    | Rida Jahouer       | Centre           | 10     | 2      | 0       | 0    | 0     |
| 3    | Clément Darbo      | Demi de mêlée    | 6      | 0      | 0       | 2    | 0     |
| 4    | Lucas Dupont       | Ailier           | 5      | 1      | 0       | 0    | 0     |
| -    | Kenan Mutapcic     | Pilier           | 5      | 1      | 0       | 0    | 0     |
| -    | Cyril Veyret       | Deuxième ligne   | 5      | 1      | 0       | 0    | 0     |
| 7    | Joaquín Tuculet    | Arrière          | 3      | 0      | 0       | 0    | 1     |
| 8    | Nicolas Laharrague | Demi d'ouverture | 2      | 0      | 1       | 0    | 0     |

### Meilleur marqueur
| Rang | Joueur         | Poste          | Essais |
| ---- | -------------- | -------------- | ------ |
| 1    | Rida Jahouer   | Centre         | 2      |
| 2    | Lucas Dupont   | Ailier         | 1      |
| -    | Kenan Mutapcic | Pilier         | 1      |
| -    | Cyril Veyret   | Deuxième ligne | 1      |

### Équipe-Type
1. Kenan Mutapcic  2. Vincent Campo ou Anthony Hegarty 3. Dayna Edwards

4. Andrew Farley  5. Ben Hand ou Naude Beukes 

6. Jonathan Best 8. Florian Faure ou Shaun Sowerby 7. Henry Vanderglas ou Roland Bernard 

9. Jonathan Pélissié ou Valentin Courrent 10. Blair Stewart 

11. Viliame Waqaseduadua 12. Nigel Hunt 13. Rida Jahouer 14. Lucas Dupont 

15. Fabien Gengenbacher 